# Songs of a Prairie Girl
Songs of a Prairie Girl  er det tredje af en serie opsamlingsalbum med Joni Mitchell (hendes 24. i alt) udgivet i 2005.  Sangene på albummet er udvalgt af Mitchell selv, og i noterne skriver hun, at albummet er hendes bidrag til Saskatchewans, hundredårsjubilæum, og at sangene har relation til denne provins. Hun blev født i Alberta, men hun flyttede sammen med sin familie til Saskatoon i Saskatchewan, da hun var elleve år, og det er denne by, som hun opfatter som sin hjemstavn.

## Numre
Sangene er skrevet af Joni Mitchell med mindre andet er angivet.
| Nr. | Titel                                        | Længde | Oprindeligt album                             | Andet                                                |
| --- | -------------------------------------------- | ------ | --------------------------------------------- | ---------------------------------------------------- |
| 1   | "Urge for Going"                             | 5:08   | Udgivet som single, albumudgave først på Hits |                                                      |
| 2   | "The Tea Leaf Prophecy (Lay Down Your Arms)" | 4:54   | Chalk Mark in a Rain Storm                    |                                                      |
| 3   | "Cherokee Louise"                            | 6:01   | Night Ride Home Travelogue                    | Orkesterversion fra 2002                             |
| 4   | "Ray's Dad's Cadillac"                       | 4:33   | Night Ride Home                               |                                                      |
| 5   | "Let the Wind Carry Me"                      | 3:56   | For the Roses                                 |                                                      |
| 6   | "Don Juan's Reckless Daughter"               | 6:38   | Don Juan's Reckless Daughter                  |                                                      |
| 7   | "Raised on Robbery"                          | 3:07   | Court and Spark                               |                                                      |
| 8   | "Paprika Plains"                             | 16:19  | Don Juan's Reckless Daughter                  | Nymikset                                             |
| 9   | "Song for Sharon"                            | 8:37   | Hejira                                        |                                                      |
| 10  | "River"                                      | 4:05   | Blue                                          |                                                      |
| 11  | "Chinese Cafe/Unchained Melody"              | 5:18   | Wild Things Run Fast                          | "Unchained Melody" skrevet af Hy Zaret og Alex North |
| 12  | "Harlem in Havana"                           | 4:27   | Taming the Tiger                              |                                                      |
| 13  | "Come In From the Cold"                      | 3:38   | Night Ride Home                               | Redigeret udgave                                     |

## Cover
I modsætning til mange af de foregående album er der her ikke et maleri med et selvportræt på albummets forside. I stedet er der et sort-hvidt fotografi af en vinterklædt Mitchell på skøjter på en tilfrosset sø. Navn og titel står diskret på himlen hen over hendes hoved.